# Fenaquiscópio

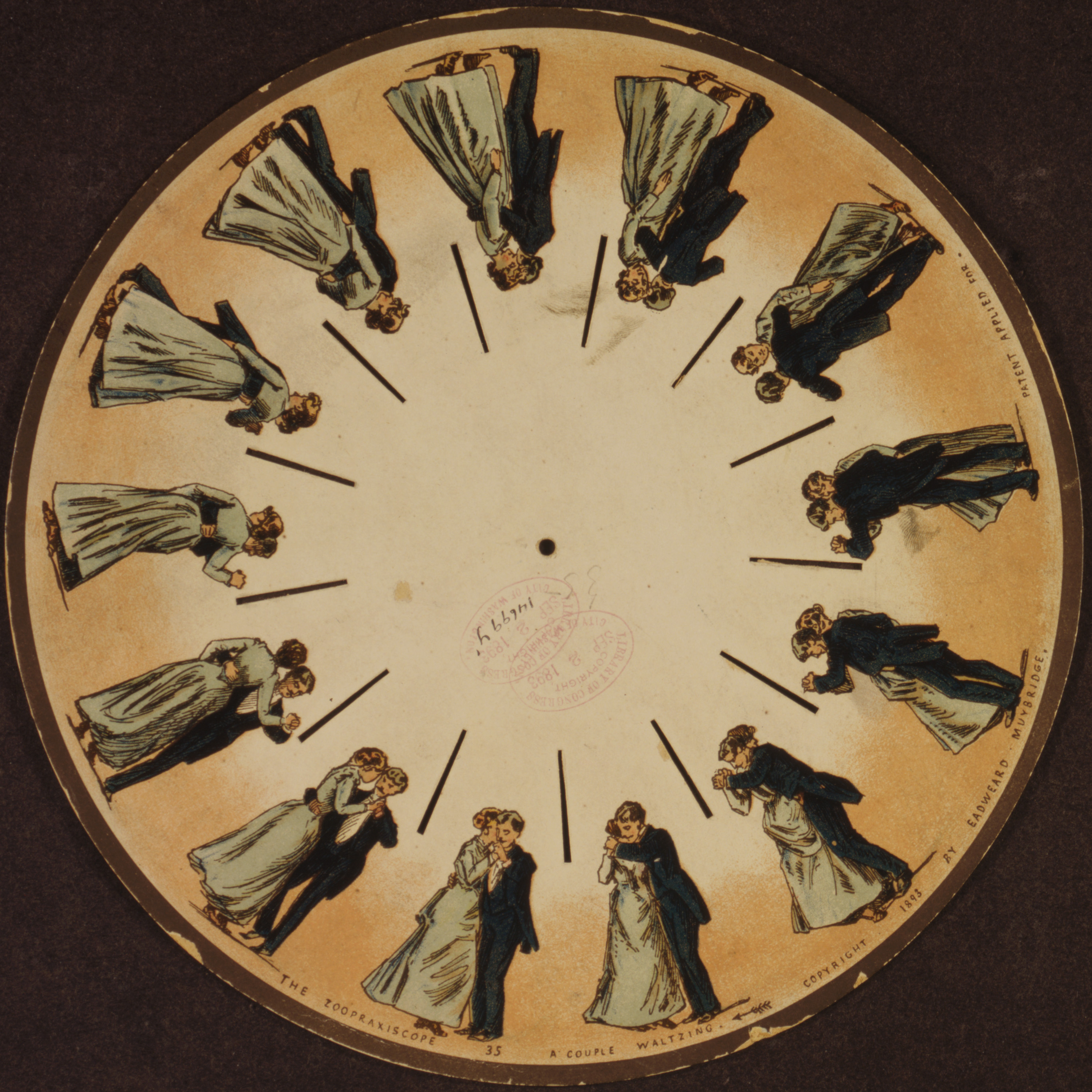
O Fenaquiscópio de Eadweard Muybridge (1893).

O Fenaquiscópio– Uma válsa do casal.

Eadweard Muybridge criou Fenaquiscópio em 1893 o dispositivo com base no zoopraxiscópio, tornou mais fácil para visualizar e criar desenhos era muito mais simples, tais como pessoas dançando e se beijando. Isso levou, básicamente, a tudo que temos de animação hoje em dia. As imagens eram mostradas em um pequeno espaço de tempo dando a sensação de movimento.